# Antonio Galiè
Antonio Galiè (Ascoli Piceno, 26 novembre 1925 – Ascoli Piceno, 28 settembre 1998) è stato un tenore italiano.

## Biografia
Tenore lirico dalla voce fresca, suadente e morbida sostenuta da una tecnica sicura, studiò canto con il maestro Clementoni.
Debuttò a Spoleto il 23 settembre 1953 in Andrea Chénier di Umberto Giordano, ruolo che resterà tra i preferiti dal tenore ascolano nell'arco della sua trentennale carriera.
Cantò nei principali teatri italiani e internazionali, a fianco di importanti artisti come Renata Tebaldi, Magda Olivero, Rosanna Carteri, Gabriella Tucci, Ettore Bastianini.
Aveva in repertorio 48 opere diverse. Tra i principali titoli e ruoli vanno ricordati: Lucia di Lammermoor (Edgardo) e L'elisir d'amore (Nemorino) di Gaetano Donizetti; La traviata (Alfredo), Un ballo in maschera (Riccardo), Rigoletto (il Duca di Mantova) di Giuseppe Verdi; Werther (Werther) di Jules Massenet; L'amico Fritz (Fritz) di Pietro Mascagni; La bohème (Rodolfo), Madama Butterfly (Pinkerton) di Giacomo Puccini; La Gioconda (Enzo Grimaldo) di Amilcare Ponchielli; Mefistofele (Faust) di Arrigo Boito; I gioielli della Madonna (Biaso) di Ermanno Wolf-Ferrari; Assassinio nella cattedrale di Ildebrando Pizzetti; I Shardana (Perdu) di Ennio Porrino; Il matrimonio in convento (Pedro) di Sergej Sergeevič Prokof'ev.
Fu anche protagonista di film d'opera: Andrea Chénier (1956) per la regia di Clemente Fracassi e La casa delle tre ragazze (1956) per la regia di Mario Landi.
Si ritirò dalle scene a Roma nella stagione 1976-77, dopo aver interpretato il ruolo di Ismaele in Nabucco.